# Sidy Sarr
Sidy Sarr est un footballeur  international sénégalais, né le 5 juin 1996 à Dakar qui évolue au poste de milieu offensif.

## Biographie

### Découverte de l'Europe avec le KV Courtrai
Finaliste de la Coupe d'Afrique des nations junior et quatrième de la Coupe du monde des moins de 20 ans en 2015 avec l'équipe du Sénégal des moins de 20 ans, il signe la même année un contrat avec le KV Courtrai. Avec le club belge, il découvre la première division et intègre peu à peu la rotation de l'équipe, disputant vingt-cinq matchs pour quatre titularisations lors de sa seconde saison au club. En accord avec l'entraineur Karim Belhocine, il choisit alors la solution du prêt afin de gagner en temps de jeu.

### Découverte de la Ligue 2 avec la Berrichonne Châteauroux
Prêté avec option d'achat par Courtrai à la Berrichonne de Châteauroux, il découvre la Ligue 2 lors de la saison 2017-2018 en tant que titulaire dans son nouveau club lors d'un déplacement à Brest dans le cadre de la première journée du championnat. Lors de la cinquième journée, il inscrit ses premiers buts avec son nouveau club en signant un doublé contre le FC Sochaux-Montbéliard, au cours d'une large victoire de son club 5 buts à 1. Au cours de la première moitié de saison, il offre notamment une passe décisive à Richard Samnick lors d'une victoire 1 à 0 contre le Tours FC et marque contre le Gazélec FC Ajaccio et l'AS Nancy-Lorraine.
Après la trêve hivernale, il réalise un mois de janvier spectaculaire. Il marque d'abord d'une puissante frappe du gauche dans le temps additionnel le but de la victoire face à Valenciennes (victoire 2 à 1), avant de marquer le week-end suivant le premier but de son équipe face au FC Lorient (victoire 3 à 1), puis de se faire expulser dès la dix-neuvième minute de jeu face au Nîmes Olympique (défaite 3 à 0). Au mois de février, sur un terrain enneigé, il marque d'un ciseau-retourné le but du 2 à 1 pour son équipe face à Bourg-Péronnas. En avril, le club lève l'option d'achat et engage Sarr pour quatre ans. Il termine sa saison en inscrivant un but face à l'AJ Auxerre lors de la trente-sixième journée et un nouveau but face à l'US Orléans lors de la trente-septième journée. Il boucle cette saison en ayant joué trente et un matchs en championnat, pour un total de onze buts et une passe décisive.
Courtisé par plusieurs clubs, il débute pourtant la saison 2018-2019 avec Châteauroux, prenant part aux quatre premières rencontres de la saison.

#### Prêt au FC Lorient
Il est prêté avec option d'achat le 4 septembre 2018 au FC Lorient. Il débute sous ses nouvelles couleurs dix jours plus tard face au Red Star (7e journée, victoire 0-3), titularisé au poste de sentinelle à la suite de la suspension de Franklin Wadja. Au terme de la phase aller, il n'est apparu qu'à 8 reprises sous le maillot tango, pour deux titularisations. Il fait étalage de ses qualités en fin de saison, notamment face au Paris FC (32e journée, 2-2). Palliant l'absence de Fabien Lemoine, il se fait remarquer par ses frappes puissantes, sa capacité à orienter le jeu, à faire jouer ses partenaires tout en apportant une force physique importante au milieu de terrain. Alors que son prêt prenait des allures d'échec, il est titularisé à 5 reprises sur les 7 dernières rencontres de championnat. 

### Débuts en Ligue 1 au Nîmes Olympique
Le 5 août 2019, il s'engage au Nîmes Olympique pour trois années dans le cadre d'un transfert avoisinant deux millions d'euros. Il passe sa visite médicale dans le Gard le lendemain afin d'être opérationnel pour le début du championnat. Il dispute sa première rencontre de Ligue 1 le 17 août face à l'OGC Nice (2e journée, défaite 1-2), remplaçant Pierrick Valdivia. Sur la phase aller, il ne connaît que 7 titularisations en 15 apparitions. Il s'impose dans le onze nîmois à partir de février 2020. Il se distingue notamment face au SCO Angers (25e journée, victoire 1-0), étant très présent défensivement, proche de marquer et délivrant la passe décisive pour Moussa Konaté. Le 13 mars, le championnat est suspendu à cause de la pandémie de Covid-19.
Jérôme Arpinon est nommé entraîneur de l'équipe première pour la saison 2020-2021. Il décide de ne pas emmener Sarr en stage de pré-saison à Albertville, estimant qu'il n'a pas la mentalité pour évoluer au Nîmes Olympique. Malgré le changement d'entraîneur en cours de saison et la nomination de Pascal Plancque, il vit une saison très compliquée, apparaissant seulement à 9 reprises pour 6 titularisations en championnat. 
Sa saison 2021-2022 est perturbée par des problèmes extra-sportifs, Sarr étant mis en examen dans une affaire de prostitution de mineure. Son entraîneur, Plancque, regrette qu'il gâche un énorme potentiel et son manque de professionnalisme. Il dispute sa première rencontre de championnat en janvier, à Dijon (20e journée, victoire 1-2). Sur la deuxième partie de saison, il prend part à 13 rencontres de Ligue 2, dont 7 titularisations, et un but inscrit.
Son contrat le liant au Nîmes Olympique est résilié à l'amiable en mai 2022, à un an de son terme, afin d'alléger la masse salariale du club avant son passage devant la DNCG.

### En équipe nationale
Avec les moins de 20 ans, il participe à la Coupe d'Afrique des nations junior en 2015. Lors de cette compétition, il inscrit un but contre le Nigeria, puis un doublé contre le Congo. Le Sénégal atteint la finale de cette compétition, en étant battu par le Nigeria.
Il participe dans la foulée à la Coupe du monde de football des moins de 20 ans 2015 organisée en Nouvelle-Zélande. Lors du mondial junior, il joue sept matchs. Il inscrit un but en huitièmes de finale contre l'Ukraine. Le Sénégal se classe troisième du mondial.
Il dispute ensuite la Coupe d'Afrique des nations des moins de 23 ans 2015 organisée dans son pays natal. Lors du tournoi, il inscrit un but contre l'Afrique du Sud. Le Sénégal se classe quatrième de l'épreuve.
En septembre 2018, il est convoqué avec l'équipe du Sénégal par le sélectionneur Aliou Cissé pour disputer le match comptant pour la qualification à la CAN 2019 face à Madagascar, mais ne rentre pas en jeu. Le 16 octobre, il marque d'un but de la tête contre le Soudan et par conséquent, qualifie le Sénégal à la CAN 2019.

## Palmarès
- Finaliste de la Coupe d'Afrique des nations junior en 2015 avec l'équipe du Sénégal des moins de 20 ans
- Quatrième de la Coupe du monde des moins de 20 ans en 2015 avec l'équipe du Sénégal des moins de 20 ans

### Distinctions personnelles
- Membre de l'équipe-type de la Coupe d'Afrique des nations junior 2015